# Pa xopat
El pa xopat consisteix en un tros de pa (o pa torrat) xopat amb algun aliment de caràcter líquid. A la cuina medieval era un menjar comú (era freqüentment un dels plats servits en un banquet) constava de diversos líquids, com per exemple vi, llet o brou de carn servit sovint amb el pa a part perquè el comensal se servís ell mateix.
Als banquets medievals el pa era sovint tallat anticipadament en trossos. Les sopes són descrites a Le Ménagier de Paris (un llibre de receptes medieval).
Va ser un precursor de les sopes posteriors com les servides amb crostons.

## Etimologia
Les paraules "xop", "xopar" i derivats, són un cognat de "sopa"; en última instància, totes derivades del mateix origen  germànic